# Трамваи в Бърно
Трамвайната мрежа в Бърно (на чешки: Tramvajová doprava v Brně) е първата по рода си мрежа, въведена в експлоатация в Чехия. Днес Бърно е вторият по големина град в Чехия, след Прага, чиято трамвайна мрежа е втората по големина в страната. Трамвайната система на Бърно се състои от 11 линии, с обща експлоатационна дължина от 139 км и обща дължина на маршрута 70,4 км. Освен градската зона, линиите водят и до съседния град Модриче, разположен южно от Бърно. Преди началото на строителството на последния етап от разширяването през 2008 г. цялата мрежа е съставена от 69,7 км релсов път.

## История
Бърно е третият по големина град на бившата Австро-Унгарска империя и днес е част от Чехия. Той е първият, който построява трамвайна линия с конски влекачи, която започва на 17 август 1869 година. Първоначално има само 6 коли и постепенно компанията купува общо 57 пътнически вагона. Между 1875 и 1877 г. трамваите с конски преходи са преустановени от експлоатация. След създаването на Чехословакия през 1918 г. е създадено „Společnost brněnských elektrických pouličních drah“, чиято първа задача е да ремонтира колите и релсовият път, които са разрушени по време на войната. През 1924 г. са построени няколко нови линии.

## Фотогалерия
- Трамвай Шкода 03 T по линия 5
- Трамвай Vario LF
- Модернизиран трамвай Татра K3RN
- Модернизиран трамвай Татра KT8D5N
- Трамвай Татра T6A5
- Трамвай EVO2